# Liste de parcs de sculptures
Cet article recense les parcs de sculptures dans le monde

## Liste

### Afrique

#### Afrique du Sud

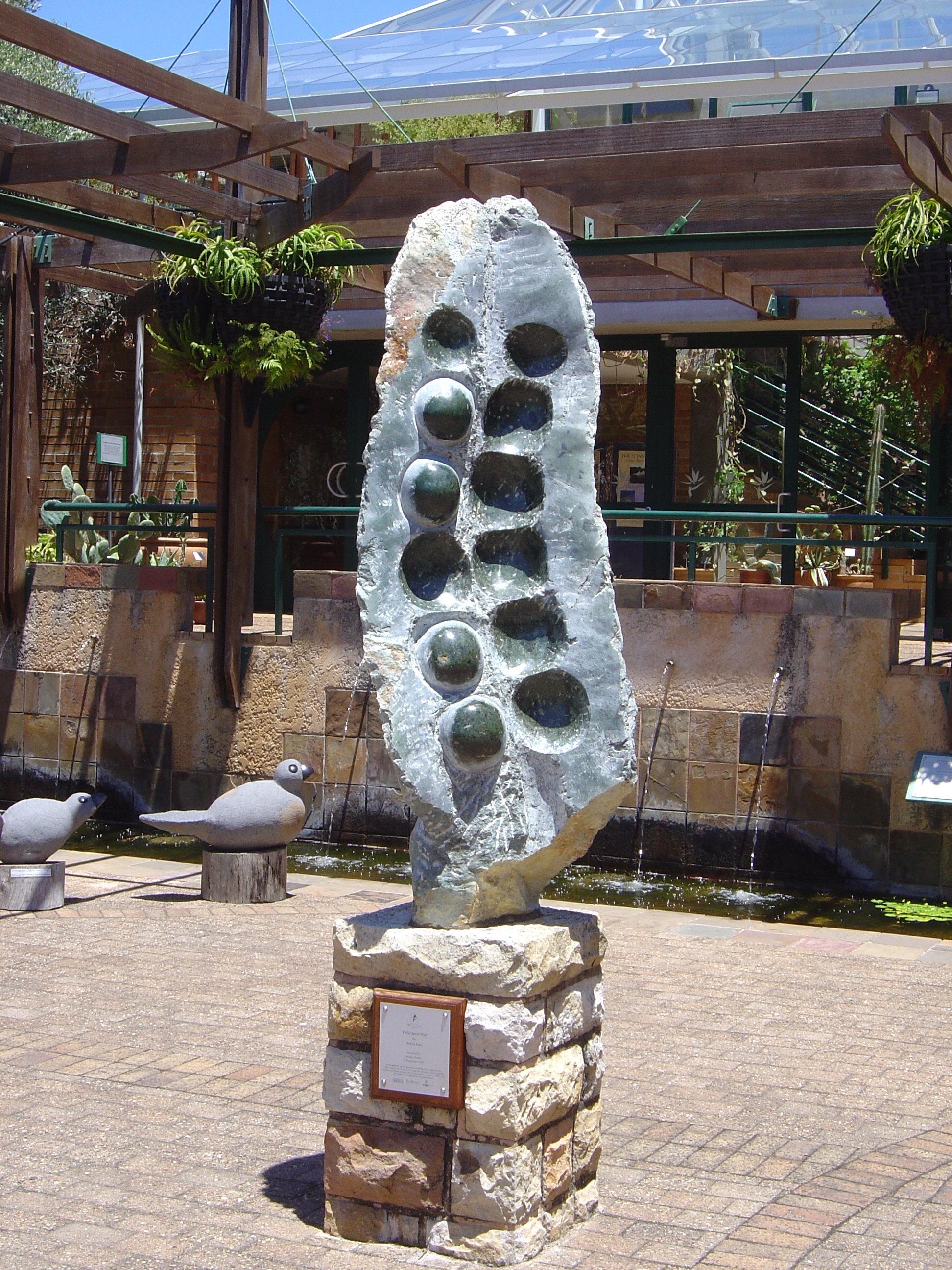
Wild Seed Pod, Arthur Fata, jardin botanique national Kirstenbosch.

- Le Cap : jardin botanique national Kirstenbosch
- Krugersdorp : jardin de sculptures de Nirox

#### Zimbabwe
- Harare : parc de sculptures Chapungu (en)

### Amérique

#### Canada
- Colombie-Britannique :

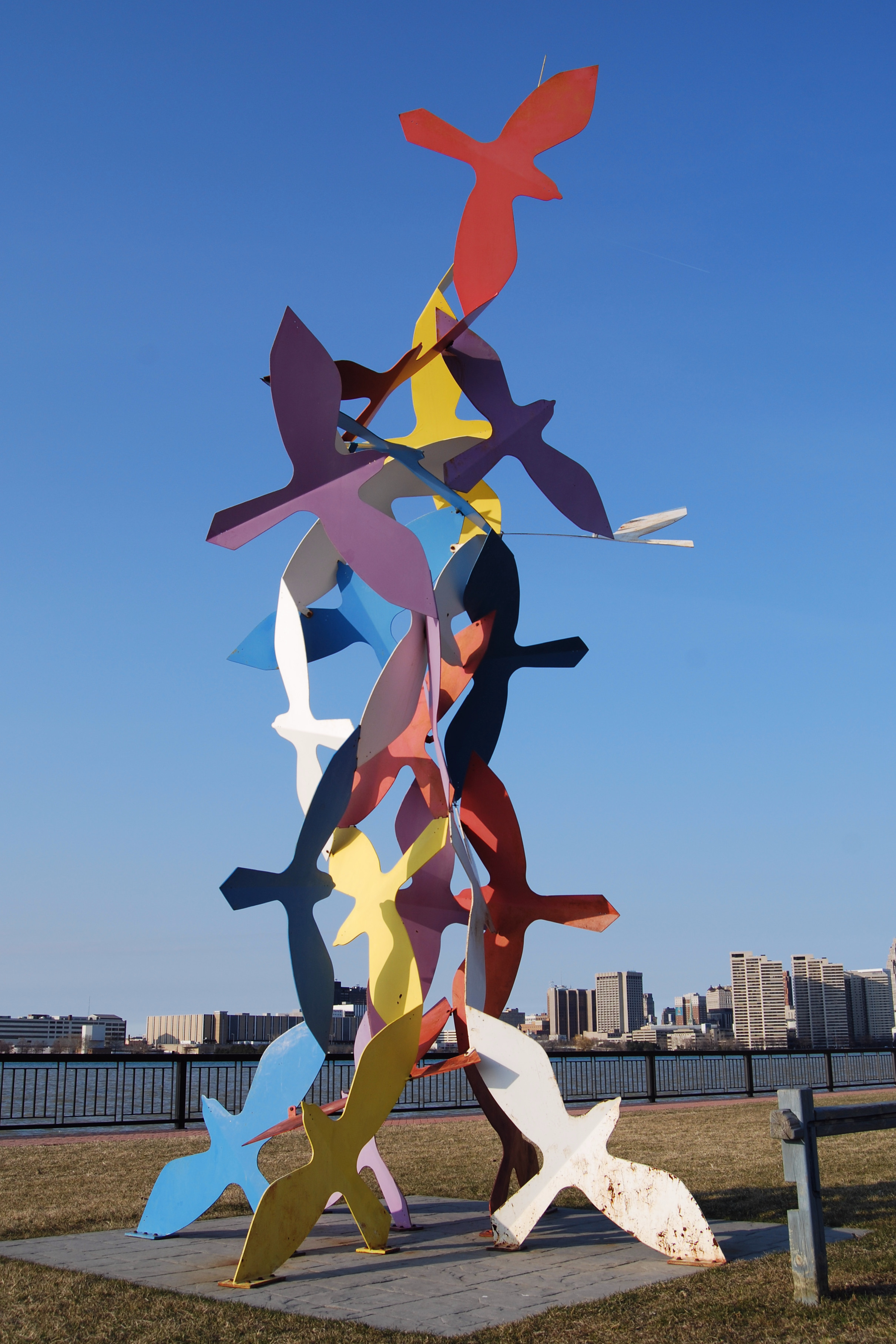
Morning Flight, Gerald Gladstone, Odette Sculpture Park.

  - Duncan : parc de sculptures de Jock Hildebrand
  - Île Hornby : jardin de sculpture de Jeffrey Rubinoff (en)

- Ontario :
  - Ottawa : Humanics
  - Toronto : Toronto Sculpture Garden
  - Windsor : Windsor Sculpture Park

- Québec :
  - Montréal :
    - Esplanade Ernest-Cormier
    - Parc Jean-Drapeau
    - Parc René-Lévesque

#### États-Unis
- Alabama :

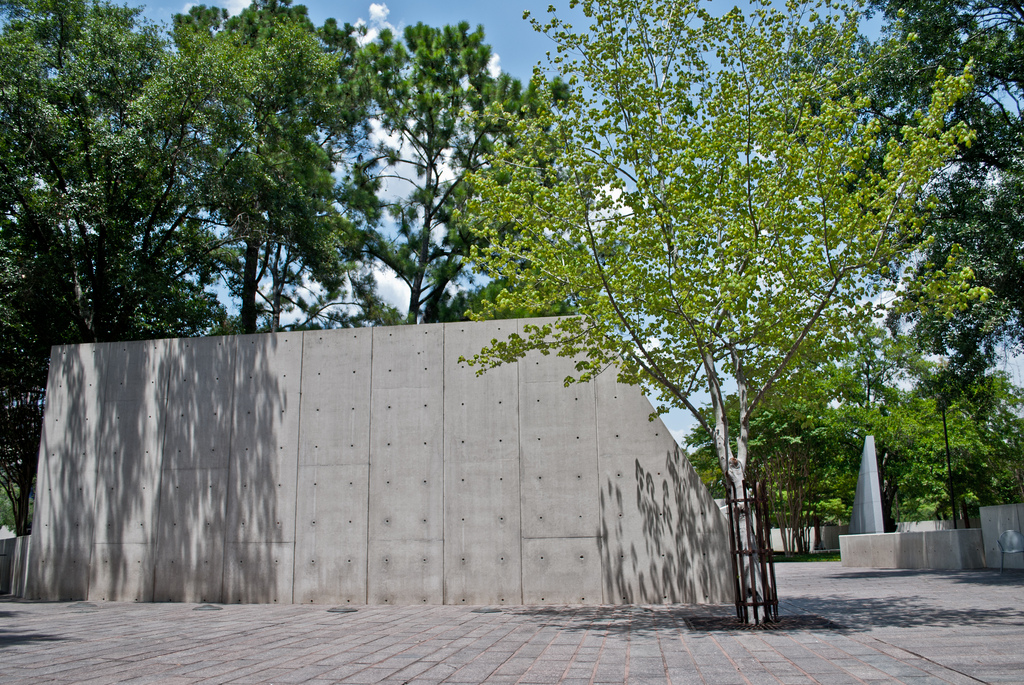
Lillie and Hugh Roy Cullen Sculpture Garden, Houston.

  - Birmingham : Birmingham Museum of Art, Charles W. Ireland Sculpture Garden
  - Mobile : USA Sculpture Park

- Arizona :
  - Sedona : Sedona Arts Center Sculpture Garden
  - Tempe : Tempe Arts Center and Sculpture Park
  - Tucson : Alene Dunlop Smith Garden

- Arkansas :
  - Huntsville : Ozarks Woodland Sculpture Garden
  - North Little Rock : Big Rock Sculpture Park

- Californie :
  - Escondido : Queen Califia's Magical Circle
  - Kenwood : Wildwood Farm Sculpture Garden 
  - Long Beach : Gumbiner Sculpture and Events Garden
  - Los Angeles :
    - Université de Californie à Los Angeles : Franklin D. Murphy Sculpture Garden (en)
    - Stark Sculpture Garden

  - Pasadena : Norton Simon Museum
  - Roseville : Roseville Sculpture Park
  - San Diego : Marcy Sculpture Court and Garden
  - Santa Cruz : Blanchard Sculpture Garden
  - Stanford :
    - New Guinea Sculpture Garden
    - Université Stanford

  - Woodside : Runnymede Sculpture Farm (en)
  - Yucca Valley : Desert Christ Park (en)

- Caroline du Nord :
  - Chapel Hill : Chapel Hill Public Arts Program
  - Davidson : Davidson Sculpture Garden
  - Raleigh : North Carolina Museum of Art Park
  - Winston-Salem : Winston-Salem State Sculpture Garden

- Caroline du Sud :
  - Aiken : Jackson Gallery & Sculpture Garden
  - Clemson : South Carolina Botanical Garden and Sculpture Garden
  - Murrells Inlet : Brookgreen Gardens (en)

- Colorado :
  - Boulder : Leaning Tree Museum and Sculpture Garden
  - Colorado Springs : Colorado Springs Fine Art Center Sculpture Courtyard and Sculpture Garden
  - Englewood : Museum of Outdoor Arts
  - Loveland : Benson Park Sculpture Garden

- Connecticut :
  - New Haven : Yale Center for British Art
  - Ridgefield :
    - Aldrich Contemporary Art Museum (en)
    - Kouros Gallery Sculpture Center

  - Woodbury : Edward Tufte's Hogpen Hill Farms

- Dakota du Nord :
  - Lead : Presidents Park Sculpture Garden
  - Montrose : Porter Sculpture Park (en)

- Delaware :
  - Wilmington : Copeland Sculpture Garden

- District de Columbia :
  - Hirshhorn Museum and Sculpture Garden
  - It's Sculpture
  - National Gallery of Art Sculpture Garden
  - Statues of the Liberators (en)

- Floride :
  - Key West : Sculpture Key West
  - Lakeland : Polk Museum of Art Sculpture Garden
  - Miami : Martin Z. Marguiles Sculpture Park
  - West Palm Beach : Ann Norton Sculpture Gardens
  - Winter Park :
    - Albin Polasek Museum and Sculpture Gardens (en)
    - Crealdé School of Art Sculpture Garden

- Géorgie :
  - Dalton : Robert T. Webb Sculpture Garden (en)

- Hawaï :
  - Honolulu : Spalding House sculpture garden

- Illinois :
  - Barrington : Barrington Library Sculpture Garden
  - Chicago :
    - Art Institute of Chicago
    - Chicago Museum of Contemporary Art Sculpture Garden
    - Museum of Science and Industry Front Lawn
    - Navy Pier Walk
    - Wood Street Gallery and Sculpture Garden

  - Des Plaines : Oakton Sculpture Park
  - Mount Vernon : Cedarhurst Center for the Arts (en)
  - Plano : Farnsworth House
  - Schaumburg : Chicago Athenaeum (en)'s International Sculpture Park
  - Skokie : Skokie Northshore Sculpture Park
  - Saint-Charles : St. Charles Park District
  - University Park : Nathan Manilow Sculpture Park
  - Urbana : Wandell Sculpture Garden

- Indiana :
  - Indianapolis : Indianapolis Art Center (en) ARTSPARK

- Iowa :
  - Ames : Iowa State University Collection
  - Des Moines :
    - Des Moines Art Center
    - John and Mary Pappajohn Sculpture Park

- Kansas :
  - Overland Park : Johnson Community College Sculpture Collection
  - Wichita : Martin H. Bush Outdoor Sculpture Collection

- Kentucky :
  - Frankfort : Josephine Sculpture Park

- Louisiane :
  - Chauvin : Chauvin Sculpture Garden
  - Hammond : Neill Corporation Sculpture Gardens
  - La Nouvelle-Orléans : Sydney & Walda Besthoff Sculpture Garden

- Maryland :
  - Annapolis : Sculpture at Quiet Waters Park
  - Baltimore :
    - Baltimore Museum of Art Sculpture Garden
    - Bufano Sculpture Garden
    - Janet and Allen Wurtzburger and Ryda and Robert H. Levi Sculpture Gardens

  - Dowell (en) : Annmarie Garden
  - North Bethesda : Strathmore Sculpture Garden

- Massachusetts :
  - Boston :
    - Arts on the Point
    - Forest Hills Trust

  - Cambridge :
    - Cambridge Arts Council
    - List Visual Arts Center

  - Lincoln : DeCordova Museum and Sculpture Park (en)
  - Newburyport : Somerby's Landing Sculpture Park
  - North Adams : Mass MOCA
  - Sheffield : Butler Sculpture Park
  - Springfield : Dr. Seuss Memorial (en)

- Michigan :
  - Bloomfield Hills : Cranbrook Academy
  - Brighton : City of Brighton Walking Sculpture Garden
  - Grand Rapids (en) : Frederik Meijer Gardens and Sculpture Park
  - Kalamazoo : Western Michigan University Sculpture Tour Program
  - Marquette :
    - Lakenenland Sculpture Park
    - Northern Michigan University

  - St. Joseph : Krasl Art Center
  - Thompsonville : Michigan Legacy Art Park (en)

- Minnesota :
  - Minneapolis :
    - General Mills Art Collection Sculpture Program
    - Minneapolis Sculpture Garden

  - Saint Paul :
    - North High Bridge Sculpture Garden & Park
    - Western Sculpture Park

  - Shafer : Franconia Sculpture Park
  - Eagan : Caponi Art Park and Learning Center

- Missouri :
  - Kansas City :
    - Kansas City Sculpture Park
    - Kemper Museum of Art

  - Louisiana : Henry Lay Sculpture Park
  - Saint-Louis :
    - Blanke Sculpture Terrace
    - Laumeier Sculpture Park (en)
    - Serra Sculpture Park

  - Sedalia : Daum Museum of Contemporary Art

- Montana :
  - Bozeman : Bozeman Sculpture Park

- Nebraska :
  - Alliance : Carhenge
  - Lincoln :
    - Sheldon Memorial Art Gallery and Sculpture Garden at UNL
    - Prairie Peace Park

- Nevada :
  - Amargosa Valley : Goldwell Open Air Museum
  - Reno : Nevada Museum of Art (en)

- New Hampshire :
  - Brookline : Andres Institute of Art (en)

- New Jersey :
  - Clifton : Clifton Municipal Sculpture Park
  - East Brunswick : Quietude Garden Gallery
  - Hamilton : Grounds for Sculpture (en)
  - Newark : Newark Museum Sculpture Garden
  - Pemberton : Burlington County College (en) Sculpture Park
  - Princeton : John B. Putnam, Jr., Memorial Collection
  - Woodstown : Ironstone Sculpture Garden

- New York :
  - Ashford : Griffis Sculpture Park
  - Beacon : Dia:Beacon
  - Buffalo : galerie d'art Albright-Knox
  - Cazenovia : Stone Quarry Hill Art Park
  - East Hampton : LongHouse Reserve
  - Ghent :
    - Art Omi
    - The Fields Sculpture Park

  - Hempstead : Hofstra University Sculpture Garden
  - Horseheads :
    - C Lyon Sculpture Garden
    - Solo Sculpture Garden

  - Kerhonkson : Bradford Graves Sculpture Park
  - New York :
    - Brooklyn : institut Pratt
    - Long Island City :
      - PS-1 Contemporary Art Center/NYMMA
      - Isamu Noguchi Garden Museum
      - Socrates Sculpture Park
      - Sculpture Center

    - Manhattan :
      - Battery Park City Outdoor Sculptures
      - Central Park Conservancy Sculpture Tour
      - The Cloisters
      - DIA Foundation
      - Iris & Gerald Cantor Roof Garden
      - Louise Nevelson Plaza
      - MoMA Abbey Aldrich Rockefeller Sculpture Garden
      - Morgan Library and Museum
      - Museum of Jewish Heritage Living Memorial to the Holocaust
      - Studio Museum in Harlem Sculpture Garden

  - Mountainville (en) : Storm King Art Center
  - North Tarrytown : Kykuit Gardens
  - Pawling : André Emmerich (en) Top Gallant Farm
  - Plattsburgh : Plattsburgh Sculpture Park at the State University of New York
  - Pound Ridge : Buckhorn
  - Purchase :
    - Donald M. Kendall Sculpture Gardens (en)
    - Neuberger Museum of Art and Sculpture Garden

  - Rocky Point : Rocky Point Park and Preserve
  - Roslyn Harbor : Nassau County Museum of Art and Sculpture
  - Salem : Salem Art Works (en)
  - Saugerties : OPUS 40
  - Syracuse : Everson Museum of Art
  - Utica : Sculpture Space
  - Warwick : Pacem in Terris
  - Wells : Adirondack - Sacandaga River Sculpture Park

- Nouveau-Mexique :
  - Albuquerque :
    - Albuquerque Museum Sculpture Garden
    - Phil & Olga Eaton Sculpture Garden

  - Corrales : The Lightning Field
  - Ribera (en) : El Ancon Sculpture Park
  - Taos : Lumina Sculpture Garden
  - Tesuque : Shidoni Gallery and Sculpture Garden

- Ohio :
  - Cincinnati :
    - Outdoor Sculpture in the University of Cincinnati Fine Arts Collection
    - Rosenthal Contemporary Arts Center

  - Cleveland : The Sculpture Center
  - Columbus : Columbus Museum of Art Sculpture Park
  - Hamilton : Pyramid Hill Sculpture Park
  - Rio Grande : Rio Grande Sculpture Park
  - Toledo : Georgia and David K. Welles Sculpture Garden

- Oklahoma :
  - Tulsa : Philbrook Museum of Art

- Oregon :
  - Portland : Evan H. Roberts Sculpture Mall

- Pennsylvanie :
  - Allentown : Phillip and Muriel Berman Sculpture Park
  - Centre Hall : Rhoneymeade Arboretum and Sculpture Garden
  - Chalkhill : Kentuck Knob
  - Damascus (en) : Lookout Sculpture Park
  - Doylestown : Patricia D. Pfundt Sculpture Garden
  - Jenkintown : Abington Art Center Sculpture Garden
  - Johnstown : James Wolf Sculpture Trail
  - Philadelphie :
    - Fairmount Park / International Sculpture Garden
    - Madeline K. Butcher Sculpture Garden and the Morris Arboretum
    - Université Drexel

  - Pittston : Pittston Susquehanna River Sculpture Park

- Tennessee :
  - Chattanooga :
    - Hunter Museum of American Art Sculpture Garden
    - River Gallery Sculpture Garden
    - Sculpture Fields at Montague Park

  - Nashville : Carell Woodland Sculpture Trail

- Texas :
  - Amarillo : Cadillac Ranch
  - Austin : Umlauf Sculpture Garden and Museum
  - Coupland : Huntington Sculpture Foundation
  - Dallas :
    - Musée d'art de Dallas
    - Meadows Museum Sculpture Plaza
    - Nasher Sculpture Center
    - NorthPark Center
    - Rachofsky House

  - Frisco : Texas Sculpture Garden
  - Houston :
    - Blossom Street Gallery & Sculpture Garden
    - Buffalo Bayou Artpark
    - James Turrell's Skyspace
    - Lillie and Hugh Roy Cullen Sculpture Garden
    - The Menil Collection
    - Rothko Chapel & Sculpture Reflection Pool
    - Strake Jesuit College Preparatory

  - Johnson City : Benini Foundation and Sculpture Ranch
  - Liberty Hill : Liberty Hill International Sculpture Park (en)
  - Marfa : Chinati Foundation
  - San Antonio :
    - McNay Art Museum
    - San Antonio Museum of Art Sculpture Garden

- Utah :
  - Salt Lake City : Gilgal Sculpture Garden (en)

- Vermont :
  - Huntington : Spirit of Place
  - Montpelier : Vermont Arts Council
  - North Bennington (en) : North Bennington Art Park
  - Stowe : West Branch Gallery and Sculpture Park
  - West Rutland :
    - Marble Street Sculpture Park
    - West Rutland Art Park

- Virginie :
  - Falls Church : National Memorial Park
  - Richmond : musée des beaux-arts de Virginie
  - Verona : Peter F. De Vaux

- Washington :
  - Bellingham : Western Washington University Campus Sculpture
  - Friday Harbor : SJI Sculpture Park
  - Olympia : Monarch Contemporary Art Center and Sculpture Park (en)
  - Seattle : Olympic Sculpture Park (en)
  - Spokane : Spokane Sculpture Walk
  - Walla Walla : Whitman College Campus Sculpture
  - Île Whidbey : Earth Sanctuary Sculpture Garden

- Wisconsin :
  - Cochrane : Prairie Moon Sculpture Park
  - Milwaukee : Lynden Sculpture Garden
  - Phillips : Wisconsin Concrete Park
  - Prairie du Chien : Mississippi River Sculpture Park
  - Sheboygan : Woodlot Outdoor Sculpture Gallery
  - Stevens Point : Stevens Point Sculpture Park
  - Wausau : Margaret Woodson Fischer Sculpture Gallery

#### Mexique
- Mexico : Colonia Roma

#### Porto Rico
- San Juan : museo de Arte

### Asie

#### Chine
- Changchun : parc de sculptures de Changchun World
- Canton : parc de sculptures de Canton

#### Inde
- Chandigarh : Nek Chand
- Hyderabad : Ramoji Film City (en)
- Kerala : Malampuzha Dam (en)

#### Japan
- Hakone : musée en plein air de Hakone
- Naoshima : Benesse Art Site Naoshima

#### Laos
- Parc du Bouddha

#### Singapour
- Sengkang Sculpture Park (en)

#### Thaïlande
- Nong Khai : Sala Keoku

#### Taïwan
- Cihu Sculpture Memorial Park

### Europe

#### Allemagne
- Cologne : Skulpturen Park Köln (en)

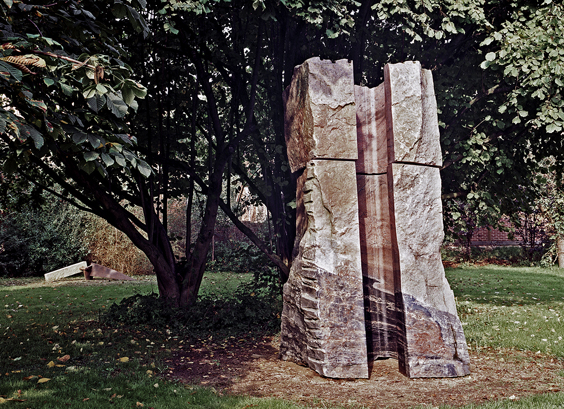
Quader mit Lichthof Granit, Klaus Müller-Klug, Skulpturengarten Damnatz.

- Damnatz : Skulpturengarten Damnatz
- Penzlin : Skulpturengarten Passentin

#### Autriche

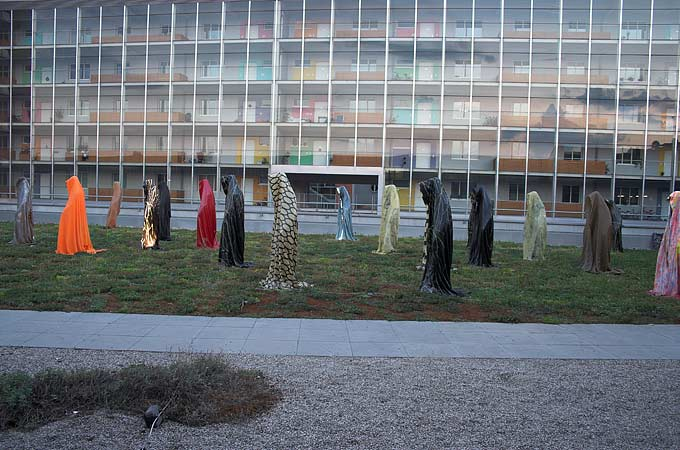
', Linz.

- Österreichischer Skulpturenpark
- Linz : Skulpturenpark Artpark (en)

#### Belgique
- Anvers : musée de sculpture en plein air de Middelheim
- Bruxelles : parc de Bruxelles

#### Danemark
- Vejle : gravière de Tørskind (en)

#### Espagne
- Biscaye : Meatzalde Goikoa Parke

#### France

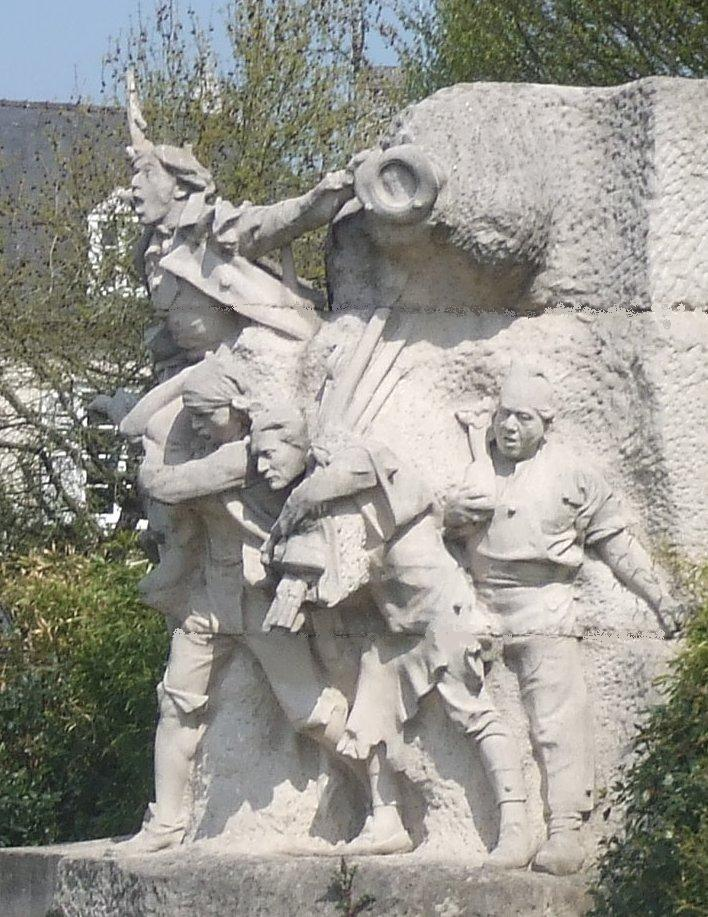
La Prise de la Bastille, Jean Boucher, Cesson-Sévigné.

- Bignan: le château de Kerguéhennec
- Cesson-Sévigné et Hédé-Bazouges : jardins de sculptures dédiés à Jean Boucher
- Paris
  - Le jardin du Luxembourg
  - Le jardin des Tuileries
  - Le musée Rodin
  - Le musée de la Sculpture en plein air
- Le Centre international d'art et du paysage de Vassivière
- Le château La Coste, Puy-Sainte-Réparade (13)
- Le domaine de Peyrassol, Flassans-sur-Issole (83)
- La fondation Bernard-Venet, Le Muy (83)
- Le domaine de Chaumont-sur-Loire, Chaumont-sur-Loire (41)

- Le parc de sculptures Engelbrecht, Thionne, Allier
- Piacé le radieux , Sarthe (72)

#### Hongrie

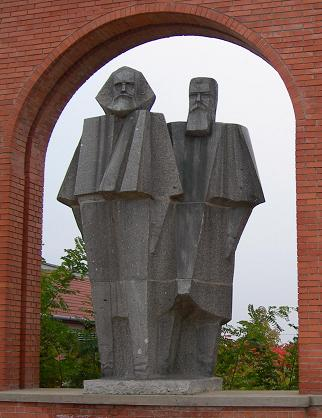
Statues de Karl Marx et Friedrich Engels, Memento Park.

- Budapest : Memento Park

#### Irlande

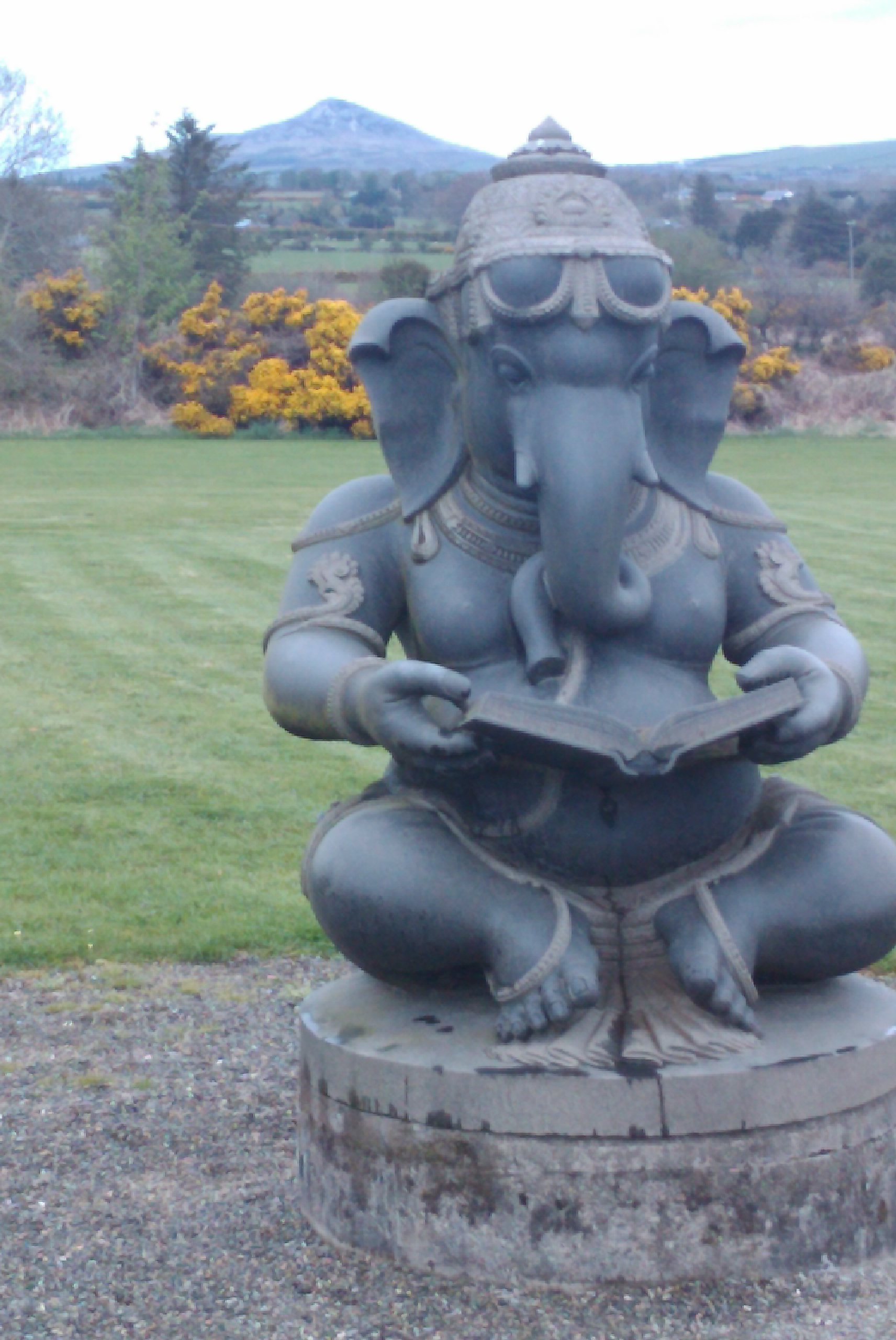
Statue de Ganesh, '.

- Offaly : Sculpture in the Parklands (en)
- Wicklow : Victoria's Way (en)

#### Italie
- Bevagna : parc de sculptures
- Castelnuovo Berardenga : parc de sculptures du Chianti (it)
- Matera : parc de sculptures de La Palomba
- Pistoia : Collezione Gori - Fattoria di Celle

#### Lituanie
- Europos Parkas
- Parc Grūtas

#### Norvège

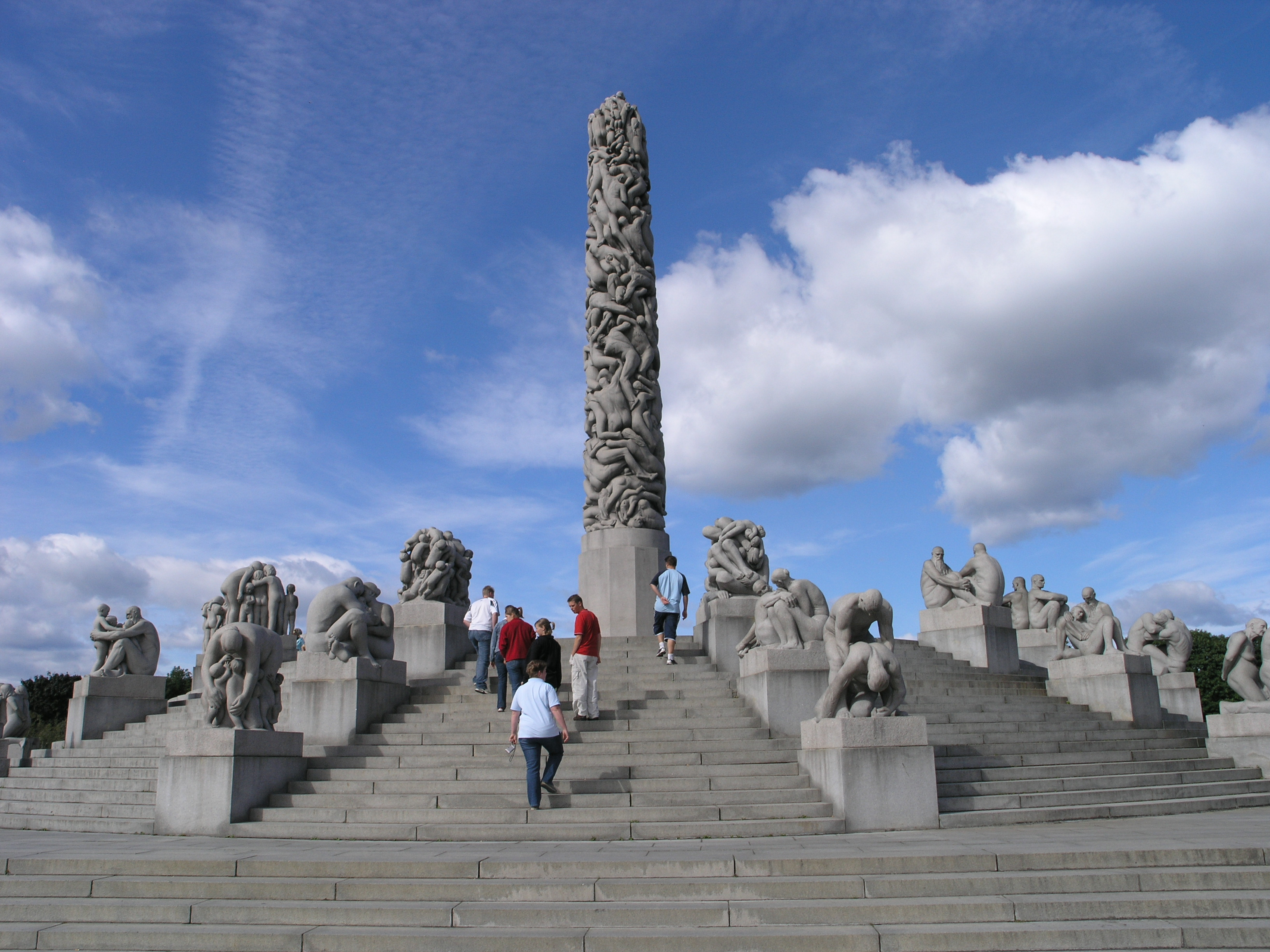
Sculptures de Gustav Vigeland, Frognerparken.

- Oslo :
- Frognerparken
  - Parc de sculptures d'Ekebergparken (en)
- Parc de sculptures Peer Gynt (en)

#### Pays-Bas

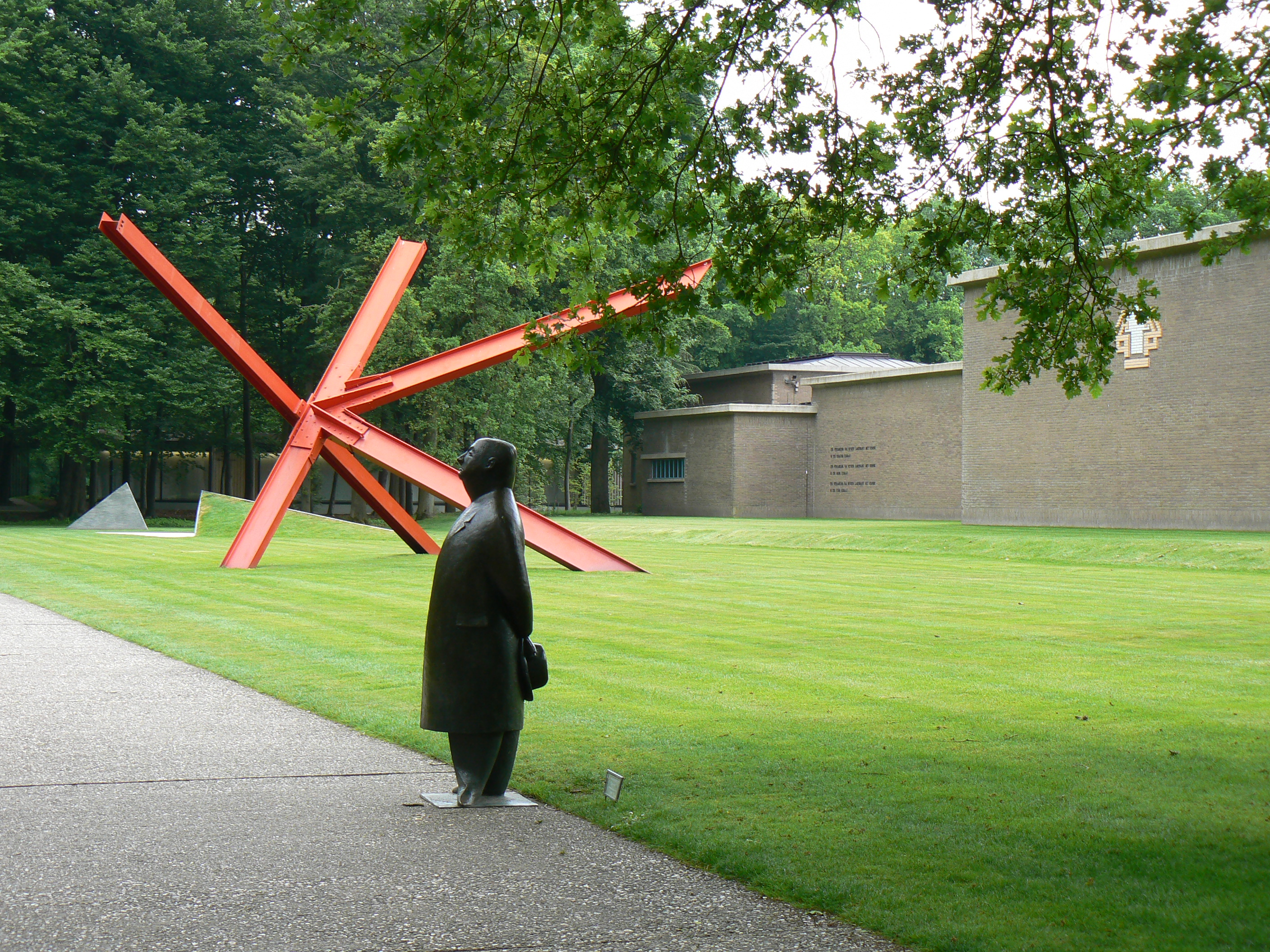
Musée Kröller-Müller.

- Musée Kröller-Müller : beeldenpark van het Kröller-Müller Museum

#### Portugal

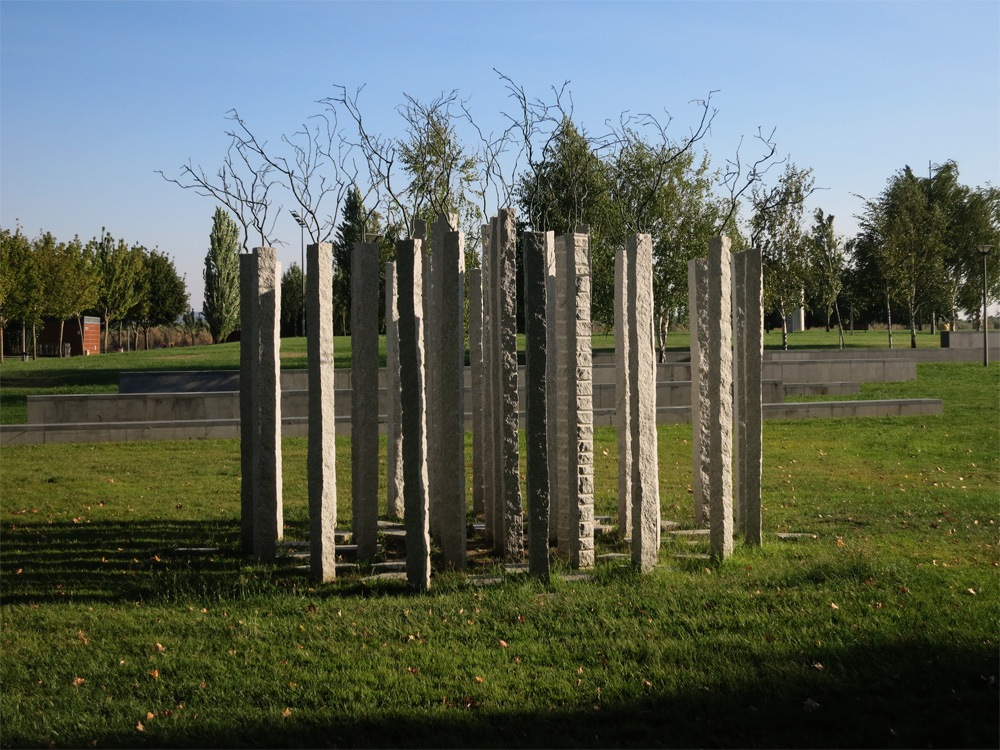
Parque de Escultura Contemporânea Almourol.

- Parque de Escultura Contemporânea Almourol

#### Royaume-Uni
- Derbyshire : Chatsworth House
- Dorset : Tout Quarry
- Forêt de Grizedale (en)

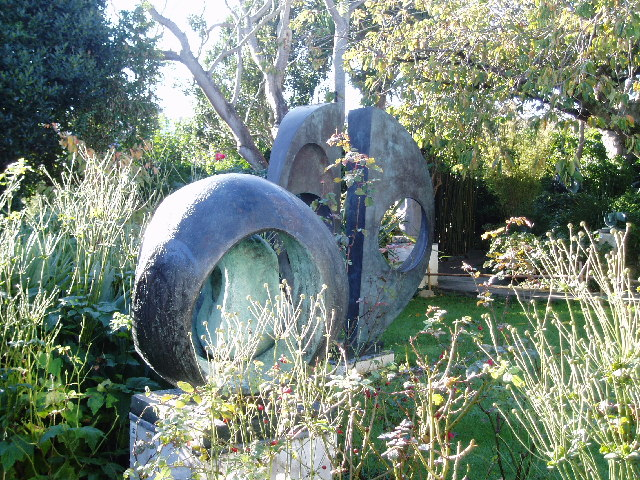
', ', St Ives

- Gloucestershire : forêt de Dean, sentier de sculptures (en)
- Guernesey : Artparks Sculpture Park (en)
- Muddiford : Broomhill Sculpture Gardens
- Sentier de sculptures d'Irwell (en)
- St Ives : Barbara Hepworth Museum (en)
- Sussex de l'Ouest : Cass Sculpture Foundation (en)
- Yorkshire de l'Ouest : Yorkshire Sculpture Park
- Houghton Hall, Nortfolk

#### Russie

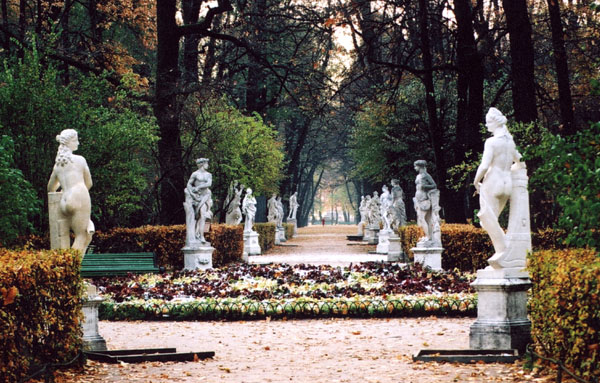
Jardin d'été, Saint-Pétersbourg.

- Saint-Pétersbourg : jardin d'été

#### Suède
- Ladonia
- Stockholm : Millesgården

#### Suisse
- Dietikon et Spreitenbach : Bruno Weber Park (en)
- Langenbruck : Sculpture at Schoenthal (en)

### Océanie

#### Australie
- Bulleen (en) : Heide Museum of Modern Art (en)
- Canberra : galerie nationale d'Australie
- Langwarrin (en) : McClelland Gallery and Sculpture Park (en)
- Lyons : Lyons Sculpture Park

#### Nouvelle-Zélande
- Gibbs Farm